# Hôtel Majestic (Nice)
Pour les articles homonymes, voir Hôtel Majestic.
L'hôtel Majestic de Nice est un ancien palace de la Belle Époque construit entre 1906 et 1908, situé au bas du boulevard de Cimiez. Subventionné par des financiers suisses, le palais offrait plus de 400 chambres. Colette y séjourne en 1911.
Aujourd'hui, il est transformé en immeuble d'habitation.
Différentes parties de l'ensemble immobilier formé par l'ancien Majestic Palace Hôtel (du bâtiment principal et à l’intérieur) font l'objet d'une inscription au titre des Monuments historiques par arrêté du 14 juin 2021.

## Présentation

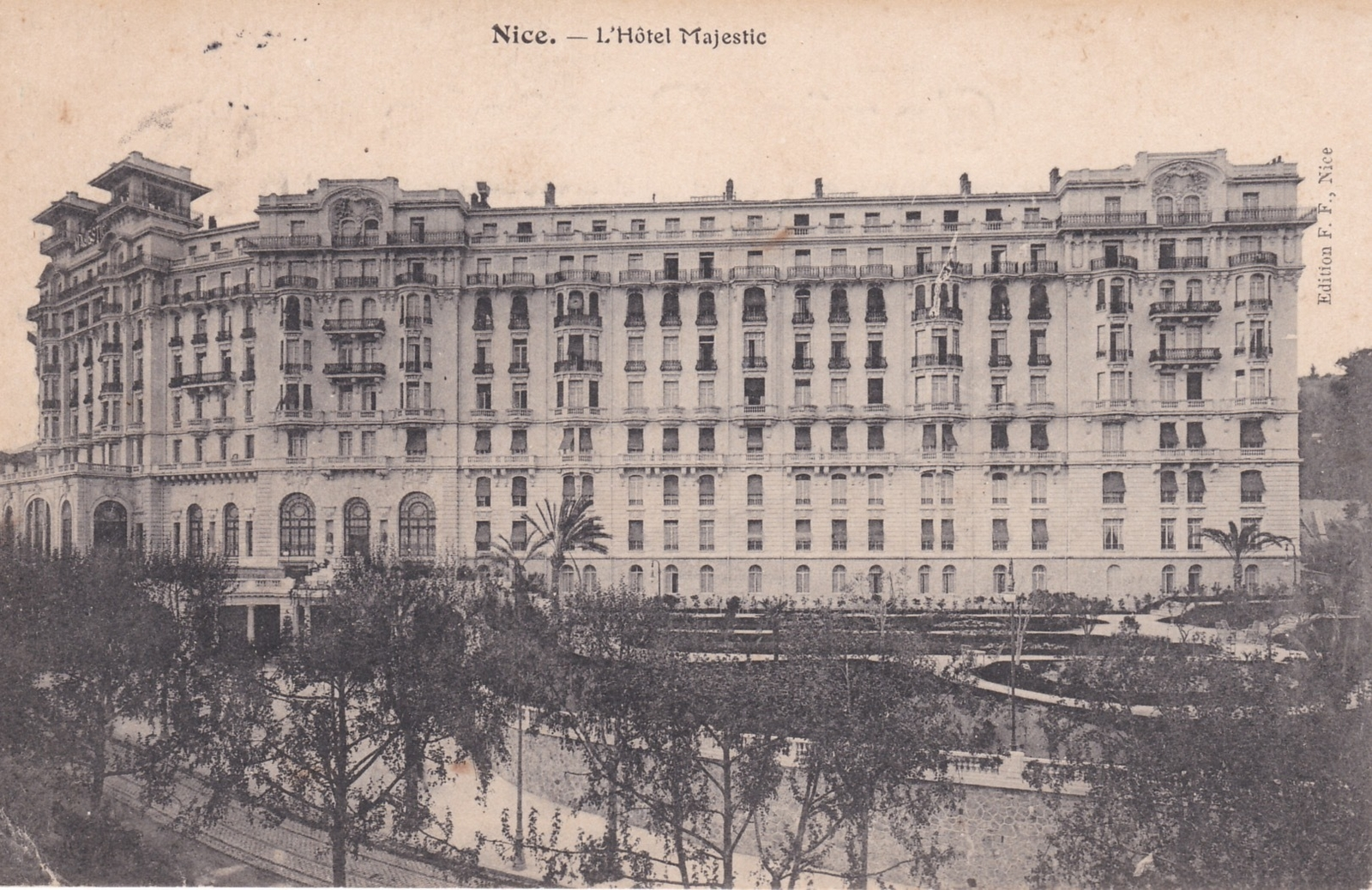
Le Majestic vers 1910.
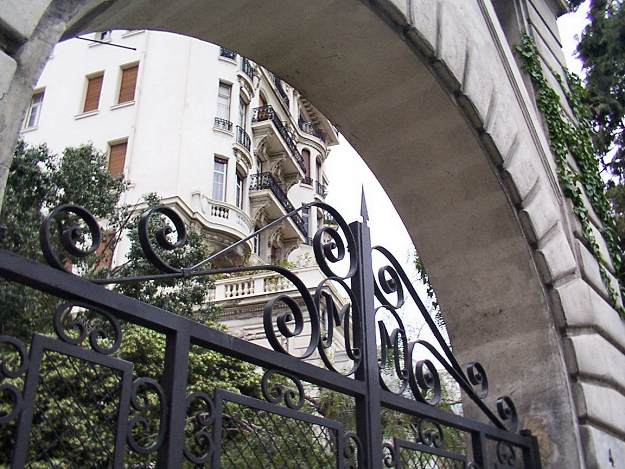
Détail du portail.
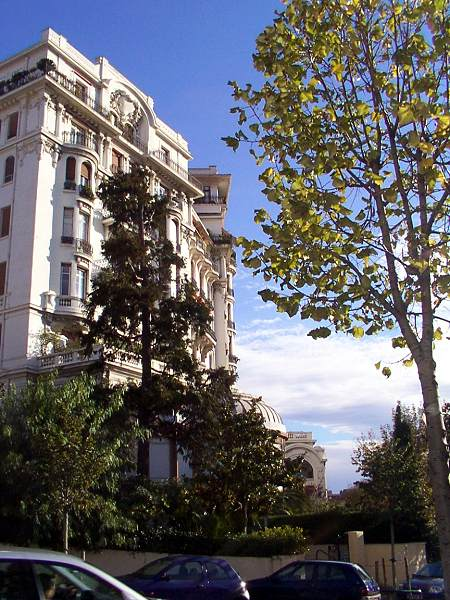